# Lilium tsingtauense

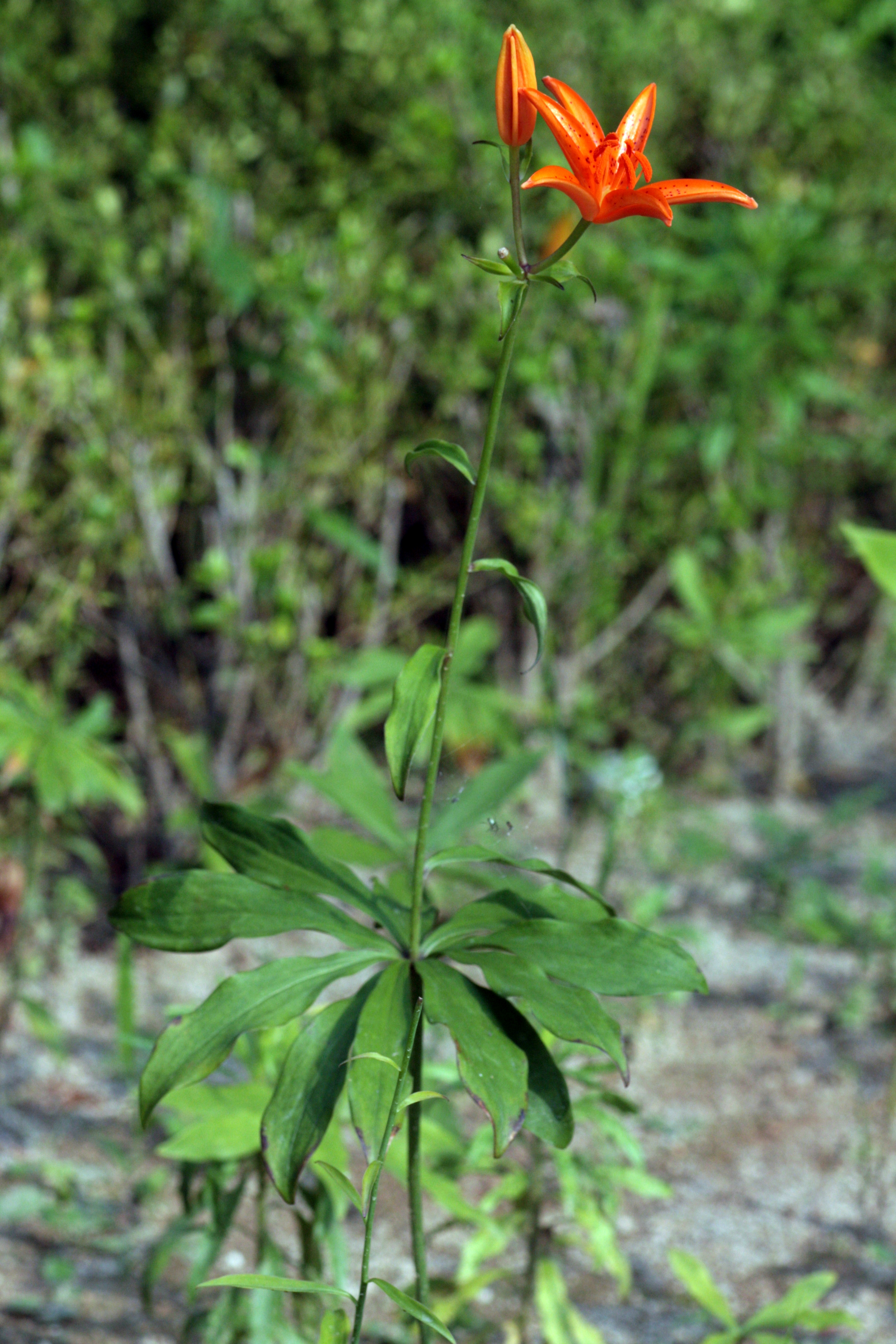
Lilium tsingtauense.

Lilium tsingtauense (em chinês=青岛百合) é uma espécie de planta herbácea perene com flor, pertencente à família Liliaceae. A espécie floresce a uma altitude de 100 até 400 metros acima do nível do mar.
A planta é endêmica nas províncias de Anhui e Shandong na República Popular da China e das Coreias do Norte e do Sul.

## Variedades
- Lilium tsingtauense var. flavum
- Lilium tsingtauense var. maculatum